# Kerstin Landsmann
Kerstin Landsmann (nascida a 21 de maio de 1977) é uma actriz e dupla alemã.

## Formação
Landsmann é filha de um fabricante de salsichas de Dormagen. Ela formou-se no Erzbischöflichen Gymnasium Marienberg em Neuss.

## Vida pessoal
A 5 de setembro de 2004, Landsmann casou-se com o duplo Dietmar Löffler. Em 2006 ela deu à luz um filho após dar à luz um ano antes. Hoje, ela encontra-se um relacionamento com o seu colega actor Steve Windolf.
Landsmann fez-se fotografar para a revista Max em maio de 1997 e para a Playboy alemã em novembro de 2008, aparecendo na capa de cada uma das revistas.